# Мільки
Мі́льки — село в Україні, у Прилуцькому районі Чернігівської області. Населення становить 15 осіб. Входить до складу Сухополов'янської сільської громади.

## Історія
Село входило до 1781року до Переволочанської сотні Прилуцького полку, а потім до Прилуцького повіту Чернігівського намісництва.
До 1781 року селище було приписане до церкви Архістратига Михаїла у Валках.
Найдавніше знаходження на мапах — 1826-1840 рік як Малки.
У 1862 році в селі володарському та казеному Мі́льки була церква та 64 двори, де жило 480 осіб.
У 1911 році в селі Мі́льки була церква Андрія Первозванного, церковноприходська школа та жило 808 осіб.
Після 1945 року приєднано хутір Євтухи (Євтух, Євтушевській, Евтуховській).
До 2020 року орган місцевого самоврядування — Валківська сільська рада.
Місцева школа не працює за призначенням уже понад 50 років. У різні часи тут була бібліотека, фельдшерсько-акушерський пункт, а останніх 20 років – діє культурний осередок села. Активісти зібрали в покинутих хатах посуд, одяг, речі господарського призначення й облаштували в колишній школі музей. Частину експонатів принесли односельці. В одній з кімнат розмістили листи, фотографії, документи – деяким із них понад 150 років.

## Політика

### Парламентські вибори, 2019
На позачергових парламентських виборах 2019 року у селі функціонувала окрема виборча дільниця № 740587, розташована у приміщенні школи.
Результати
- зареєстровано 48 виборців, явка 56,25%, найбільше голосів віддано за Всеукраїнське об'єднання «Батьківщина» — 37,04%, за Радикальну партію Олега Ляшка — 18,52%, за «Європейську Солідарність» — 14,81%[12]. В одномандатному окрузі найбільше голосів отримав Сергій Коровченко (самовисування) — 37,04%, за Олену Шинкаренко (Радикальна партія Олега Ляшка) — 18,52%, за Бориса Приходька (самовисування) і Василя Малика (Європейська Солідарність) — по 11,11%[13].

## Демографія
За переписом 2001 року в селі проживало 69 осіб. Але населення стрімко скорочується і на 2020 рік становило 20 осіб, у 2024 році — 15 мешканців.

### Мова
Розподіл населення за рідною мовою за даними перепису 2001 року:
| Мова       | Кількість | Відсоток |
| ---------- | --------- | -------- |
| українська | 68        | 98.55%   |
| російська  | 1         | 1.45%    |
| Усього     | 69        | 100%     |